# Andrzej Ślusarczyk
Andrzej Ślusarczyk (ur. 1953 w Dzierżoniowie, zm. 31 grudnia 2020) – polski artysta fotograf, uhonorowany tytułem Artiste FIAP (AFIAP). Członek Okręgu Dolnośląskiego Związku Polskich Artystów Fotografików.

## Życiorys
Andrzej Ślusarczyk związany z dolnośląskim środowiskiem fotograficznym, mieszkał i pracował w Wałbrzychu – fotografował od 1968 roku. Jako fotograf współpracował z licznymi czasopismami, pracował w Zjednoczeniu Agro-Sudety, Biurze Dokumentacji Zabytków, Muzeum Okręgowym. Szczególne miejsce w jego twórczości zajmowała fotografia krajobrazowa, fotografia krajoznawcza, fotografia aktu, fotografia ludzi – ich życie codzienne, ich wpływ na otoczenie i środowisko naturalne.
Andrzej Ślusarczyk był autorem i współautorem wielu wystaw fotograficznych; indywidualnych i zbiorowych, poplenerowych oraz pokonkursowych; krajowych i międzynarodowych – w Polsce i za granicą. Brał aktywny udział w Międzynarodowych Salonach Fotograficznych, organizowanych m.in. pod patronatem FIAP, zdobywając wiele akceptacji, medali, nagród, wyróżnień, dyplomów, listów gratulacyjnych. Pokłosiem udziału w Międzynarodowych Salonach Fotograficznych (pod patronatem FIAP) było przyznanie mu w 1987 roku – tytułu honorowego Artiste FIAP (AFIAP) – przez Międzynarodową Federację Sztuki Fotograficznej FIAP, z siedzibą w Luksemburgu.
W 1999 roku został przyjęty w poczet członków Okręgu Dolnośląskiego Związku Polskich Artystów Fotografików (legitymacja nr 777). Od 1999 roku do 2008 pracował nad dokumentalnym projektem fotograficznym Wałbrzych-powidoki, czego pokłosiem był album ze zbiorem fotografii – wydany pod tym samym tytułem w 2009 roku, przez wydawnictwo Fine Grain. Zmarł 31 grudnia 2020, pochowany 9 stycznia 2021 na cmentarzu przy Kościele Niepokalanego Poczęcia NMP w Wałbrzychu.

## Publikacje (albumy)
- Wałbrzych-powidoki (2009). Wydawnictwo Fine Grain[1][11]

## Projekty fotograficzne
- Strefa osobista (1984–2008)[12]
- Wałbrzych-powidoki (1999–2008)

Źródło